# Малейзен
Малейзен (нидерл. Maleizen, фр. Malaise) — одно из двух (наряду с Езус-Эйком) преимущественно франкоязычных поселений коммуны Оверейсе, Фламандский Брабант, Бельгия.
Название имеет романское происхождение и означает «недомогание» — по-видимому, из-за низкоплодородных почв.
Впервые эта территория упоминается в 1224 годом под названием Giselbertus de Malyse
В 1963—1964 годах, во время административной демаркации языковой границы, часть деревни под названием Ля-Корниш (букв. карниз) была передана франкоязычной коммуне Ля-Юльп, Валлония, но большая часть осталась в составе официально нидерландоязычной коммуны Оверейсе, хотя число франкофонов в ней также было значительно и продолжает расти по мере процесса субурбанизации Брюсселя.